# Ion I. Moța
Ion I. Moța (nume la naștere Ionel Moța; n. 5 iulie 1902, Orăștie, Austro-Ungaria – d. 13 ianuarie 1937, Majadahonda, Spania) a fost un politician român de extremă dreaptă și membru fondator al Legiunii Arhanghelul Mihail, cunoscută și sub denumirea de Garda de Fier sau Mișcarea Legionară.

## Biografie
Ionel Moța s-a născut în data de 5 iulie 1902, în Orăștie, comitatul Hunedoara, Austro-Ungaria (astăzi în județul Hunedoara, România). A fost fiul preotului ortodox și publicistului român, Ioan Moța.
S-a căsătorit în data de 18 august 1927 cu sora lui Corneliu Zelea Codreanu, Iridenta, având cu aceasta doi copii, Mihail și Gabriela.
A tipărit la Orăștie, la Editura și Tipografa „Libertatea”, traducerea falsului cunoscut drept "Protocoalele Înțelepților Sionului", o lucrare propagandistică antisemită întocmită de poliția secretă țaristă înainte de Primul Război Mondial, după ediția franceză a lui Roger Lambelin, cu comentariile profesorului Ion C. Cătuneanu și avocatului Emilian Vasiliu-Cluj.

## Studii
Ion Moța a studiat dreptul la Universitatea din Paris (1920-1921), la Universitatea Regele Ferdinand I din Cluj, la Universitatea „Alexandru Ioan Cuza” din Iași și la Universitatea din Grenoble. Teza sa, terminată în anul 1932 la Universitatea din Grenoble, a fost intitulată „Securitatea Juridică în Comunitatea Națiunilor”.

## Războiul civil spaniol
Cu acordul lui Corneliu Zelea Codreanu, în 1936 a plecat să lupte în Războiul civil din Spania, împotriva forțelor republicane. A căzut la 13 ianuarie 1937 împreună cu Vasile Marin în luptele din localitatea Majadahonda, aproape de Madrid, în rândurile armatei franchiste. Cei doi au fost declarați eroi ai Mișcării Legionare și au fost înmormântați la „Casa Verde” (sediul Mișcării Legionare).
După cel de-Al Doilea Război Mondial, un grup de legionari din exil au luat inițiativa de a ridica o cruce în locul unde au murit Ion Moța și Vasile Marin. În data de 13 septembrie 1970, cu sprijinul regimului franchist spaniol, chiar pe locul unde au murit cei doi tovarăși de luptă (legionarii numindu-se „camarazi”), legionarii au construit un mausoleu monumental, unde, în fiecare an, la 13 ianuarie se ține o ceremonie de comemorare.

## Galerie

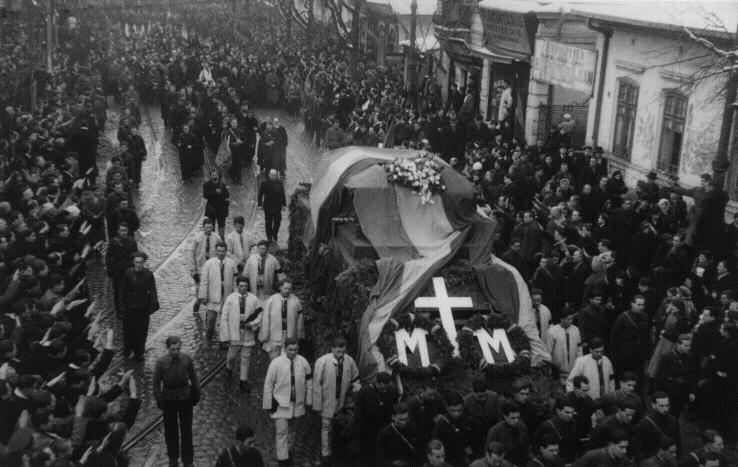
Marș funeral pentru Ion Moța și Vasile Marin, 1937
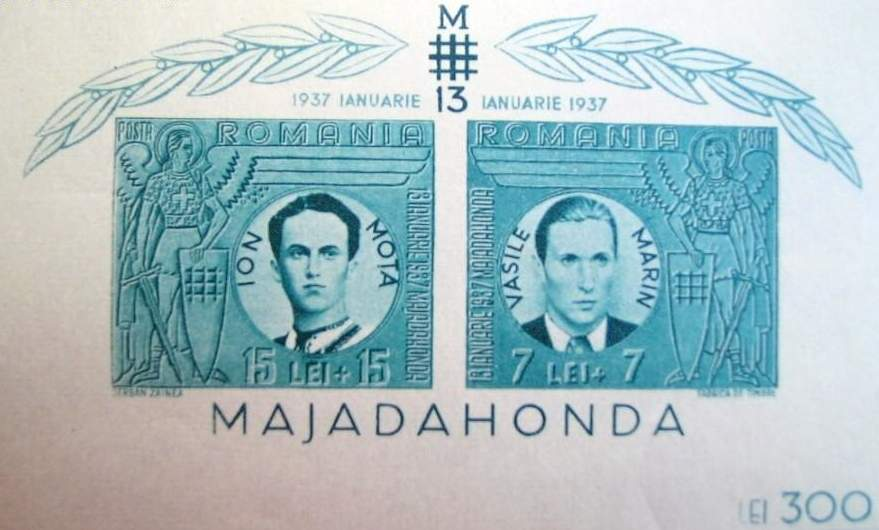
Ion Moța, alături de Vasile Marin, comemorat pe o marcă poștală din anul 1941
Monumentul de la Majadahonda, ridicat în anul 1970, în memoria lui Ion Moța și Vasile Marin